# Senato (Paraguay)
Il Senato del Paraguay (ufficialmente in spagnolo: Honorable Cámara de Senadores del Paraguay) è la camera alta del Paraguay e concorre a formare, insieme alla Camera dei Deputati il “Congreso Nacional”. Fu previsto dalla nuova Costituzione del 22 giugno 1992, che introdusse un sistema presidenziale a due camere. Attualmente è presieduto da Óscar Rubén Salomón.
La legislatura bicamerale, che includeva il Senato, fu fondata nel 1870. Il Senato fu abolito nel 1940 e ricreato nel 1967.

## Composizione
Il Senato paraguaiano conta 45 membri eletti a scrutinio diretto.
Gli ex presidenti democratici eletti democraticamente sono senatori a vita, senza diritto di voto.

## Elezione
Le elezioni per i senatori, i deputati e il presidente della Repubblica si svolgono lo stesso giorno.
Le elezioni si svolgono con rappresentanza proporzionale con liste bloccate in un singolo collegio elettorale nazionale plurinominale, con la distribuzione dei resti alla media più alta. Gli ex presidenti della Repubblica sono senatori a vita, ma non hanno il diritto di voto.
Per essere eleggibile, è necessario:
- avere almeno 35 anni,
- essere di nazionalità paraguaiana.

La durata della legislatura è di 5 anni. Le prime elezioni libere e democratiche si sono svolte nel 1993.